# 1988 chez Disney
Cet article présente la liste des évènements de la Walt Disney Company ayant eu lieu en 1988.

## Événements

### Janvier
- 10 janvier 1988, Début de la série d'animation Winnie l'ourson sur Disney Channel[1]
- 21 janvier 1988, Disney rachète la Wrather Corp détenant le Disneyland Hotel et le complexe autour du Queen Mary[2]
- 30 janvier 1988, Première du spectacle IllumiNations à Epcot[3]

### Mars
- 30 mars 1988, Disney achète 50 % de Wrather Corporation pour 85,2 millions d'USD[4]

### Avril
- 10 avril 1988, Fermeture de l'attraction America Sings à Disneyland
- 20 avril 1988, Disney achète la société de vente par correspondance Childcraft Education Corporation pour 52 millions de $[5],[6].

### Mai
- 6 mai 1988, Ouverture du pavillon de la Norvège à Epcot[7] (l'attraction Maelstrom n'ouvre que le 5 juillet)

### Juin
- juin 1988, Signature du contrat créant le partenariat Silver Screen Partners IV[8]. La levée de fonds auprès de 52 000 investisseurs atteint les 400 millions d'USD[8].
- 18 juin 1988, Ouverture de Mickey's Birthdayland au Magic Kingdom[9]
- 22 juin 1988, Sortie du film Qui veut la peau de Roger Rabbit aux États-Unis

### Juillet
- 5 juillet 1988, Ouverture de l'attraction Maelstrom dans le pavillon de la Norvège à Epcot[10]
- 22 juillet 1988, Décès de Larry Clemmons, scénariste et animateur[11]
- 25 juillet 1988, la FCC valide l'achat de la chaîne KHJ-TV par Disney pour 324 millions d'USD[12].

### Août
- 7 août 1988, Décès de Wilfred Jackson, animateur et réalisateur[13]

### Septembre
- 3 septembre 1988, Début de l'émission Live with Regis and Kathie Lee sur American Broadcasting Company
- 10 septembre 1988, Début de la série d'animation Winnie l'ourson sur ABC[1]
- 20 septembre 1988, Disney fonde la société Maple leaf Commercial Properties[14]

### Octobre
- 1er octobre 1988, Ouverture de l'hôtel Disney's Caribbean Beach Resort au Walt Disney World Resort[15]
- 9 octobre 1988, Début de l'émission The Magical World of Disney sur NBC[16]
- 18 octobre 1988, Sortie du film Qui veut la peau de Roger Rabbit en France
- 25 octobre 1988, Décès d'Eric Larson, animateur[17]

### Novembre
- 18 novembre 1988, Première mondiale du film Oliver et Compagnie aux États-Unis
- 23 novembre 1988, Renommage du Bear Country en Critter Country à Disneyland[18]

### Décembre
- 2 décembre 1988, Disney annonce la création d'un troisième label cinématographique Hollywood Pictures[19]
- 31 décembre 1988, Dernière émission du Disney Channel sur FR3